# Oxya yezoensis
Espèce
Synonymes
- Oxya podisma Karny, 1915

Oxya yezoensis est une espèce d'insectes orthoptères de la famille des Acrididae.

## Distribution
Cette espèce se rencontre au Japon et à Taïwan.

## Description

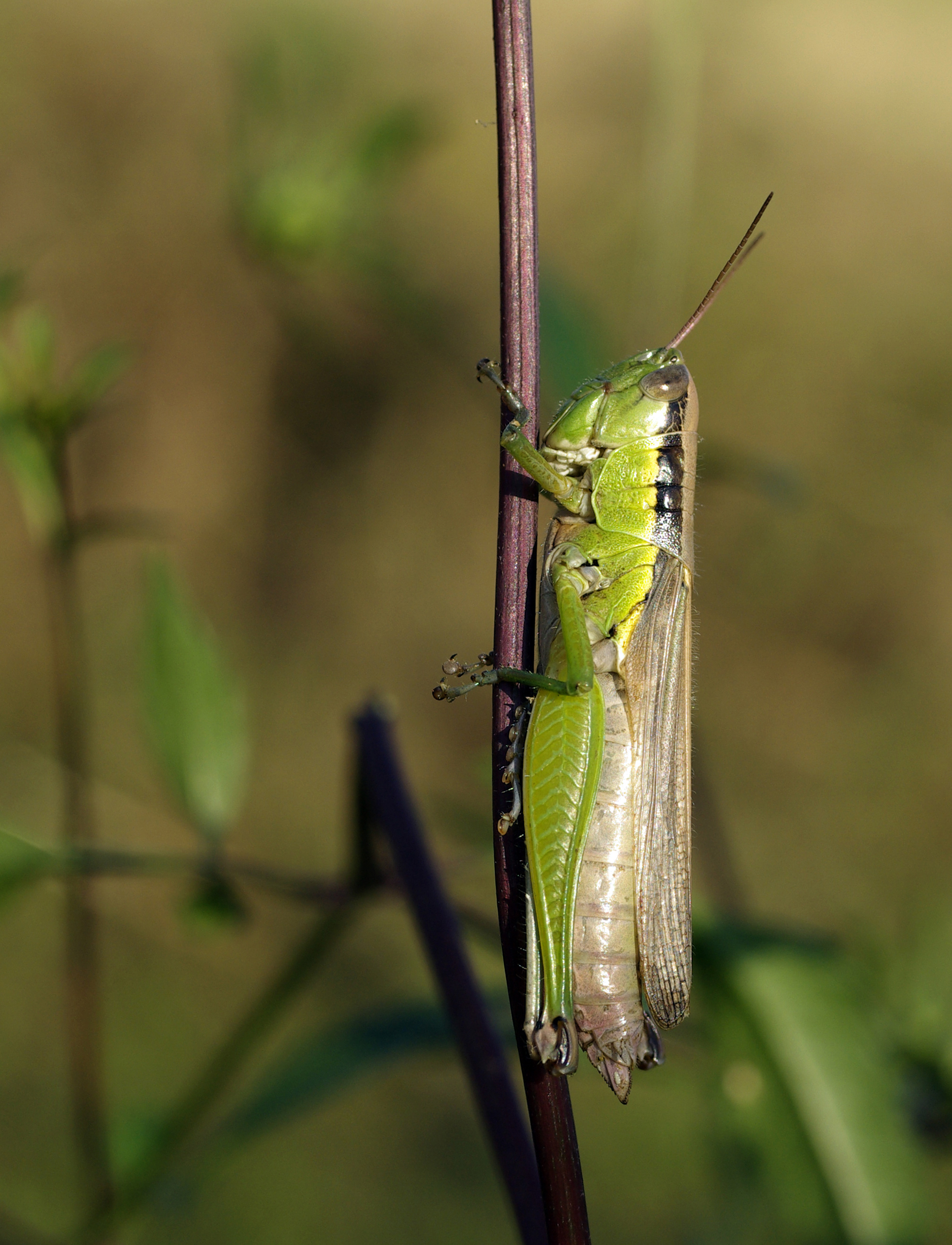
Oxya yezoensis

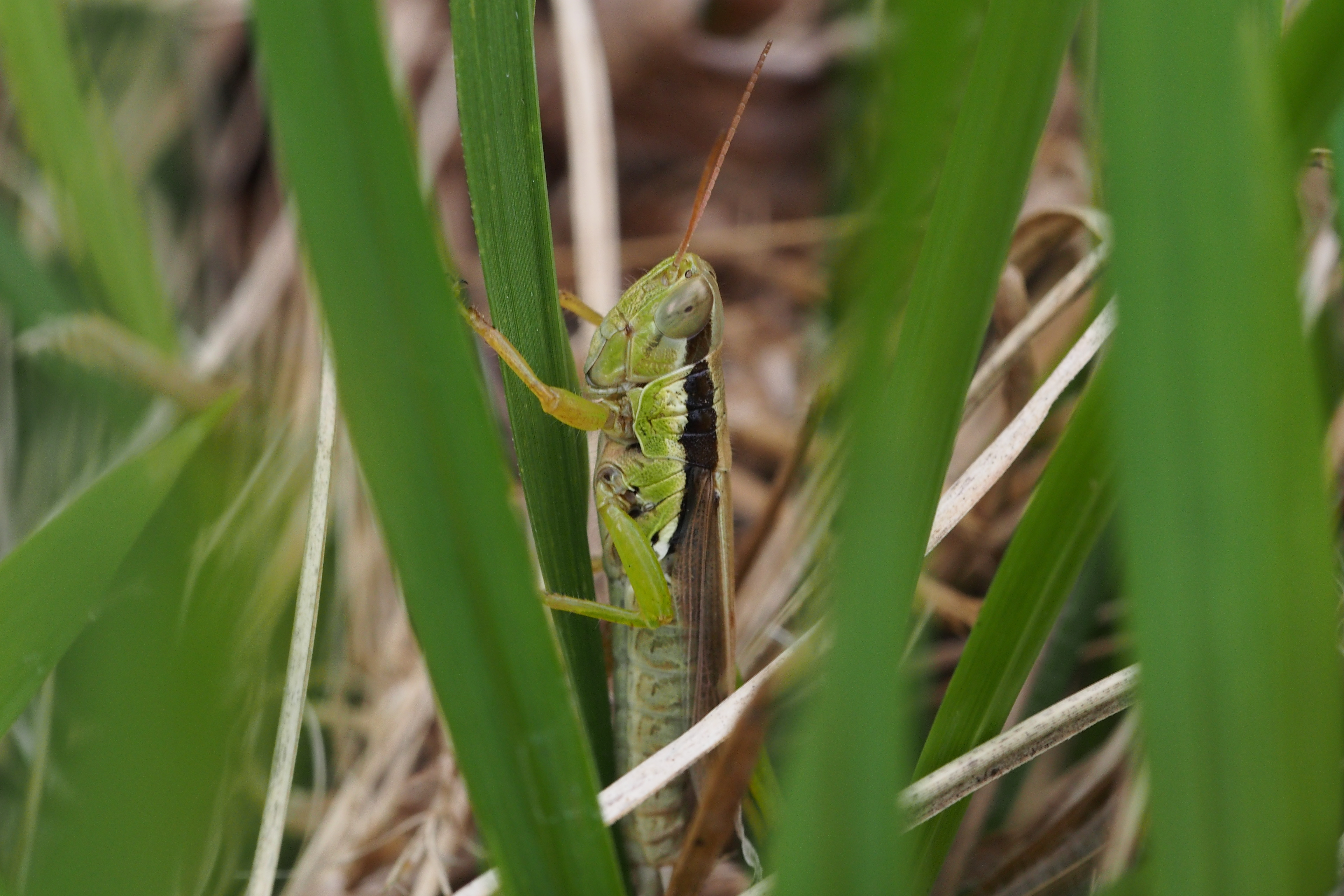
Oxya yezoensis

Ces criquets sont d'une tonalité générale verte, avec un pronotum orné d'une raie noire sur les côtés.
l'abdomen est blanc-grisâtre. Le mâle est nettement plus petit que la femelle.

## Alimentation
Comme les autres espèces du genre Oxya, il est herbivore.
Il est connu pour ses ravages sur les cultures de riz et de canne à sucre.

## Étymologie
Son nom d'espèce, composé de yezo et du suffixe latin -ensis, « qui vit dans, qui habite », lui a été donné en référence au lieu de sa découverte, Yeso.

## Publication originale
- Shiraki, 1910 : Acrididen Japans. (texte original)